# Access:d
Access:d is het derde livealbum van Delirious?. Het werd uitgebracht in 2002.

## Tracklist
Plaat één
1. Access:d, Part 01 (Touch) - 1:44
2. Deeper - 4:19
3. God's Romance - 5:54
4. My Glorious - 6:22
5. Access:d, Part 02 (Blindfold) - 4:00
6. Love Is The Compass - 3:52
7. Touch - 5:03
8. Access:d, Part 3 (Rain Down) - 4:21
9. Follow - 4:35
10. Happy Song - 3:37
11. Heaven - 4:55
12. History Maker - 8:40

Plaat twee
1. Bliss - 4:33
2. Show Me Heaven - 3:15
3. Sanctify - 4:43
4. I Could Sing Of Your Love Forever - 4:27
5. Take Me Away - 3:37
6. Fire - 3:56
7. Everything - 4:54
8. King Of Fools - 3:23
9. Jesus Blood - 4:35
10. Hang On To You - 5:50
11. Access:d, Part 4 (If We'd Ask) - 1:45
12. Access:d, Part 5 (Dance In The River) - 3:05
13. Access:d, Part 6 (Lord You Have My Heart) - 2:27
14. Investigate - 8:21